# Staniselići
Staniselići (cyr. Станиселићи) – wieś w Czarnogórze, w gminie Podgorica. W 2011 roku liczyła 20 mieszkańców.